# Assalau
Assalau ist ein osttimoresischer Ort im Suco Meligo (Verwaltungsamt Cailaco, Gemeinde Bobonaro). Er liegt im Nordwesten der Aldeia Mude, auf einer Meereshöhe von 150 m. Assalau befindet sich zwischen dem Sahalolo und dem Bulobo, nahe der Mündung des Sahalolo in den größeren Fluss, der selbst ein Nebenfluss des Nunuras ist.
Eine Straße führt nach Südosten in den Ort Mude. Im Nordosten endet die Straße am Bulobo und der Verkehrsweg führt durch den Fluss in das gegenüberliegende Samutaben (Suco Manapa).
In Assalau befindet sich eine Grundschule.